# Kokkolampi
Kokkolampi är en sjö i Finland. Den ligger i kommunen Rovaniemi i landskapet Lappland, i den norra delen av landet, 700 km norr om huvudstaden Helsingfors. Kokkolampi ligger 216,7 meter över havet. Arean är 23,7 hektar och strandlinjen är 3,53 kilometer lång. Sjön  ingår i Kemi älvs huvudavrinningsområde. 